# ألان راي (ملحن)
ألان راي هو معلم موسيقى وملحن كندي، ولد في 3 يوليو 1942.

## روابط خارجية
- ألان راي على موقع IMDb (الإنجليزية)